# Metalectra cinctus
Metalectra cinctus là một loài bướm đêm trong họ Erebidae.